# Gymnázium Bystřice nad Pernštejnem
Gymnázium Bystřice nad Pernštejnem je střední škola v Bystřici nad Pernštejnem v kraji Vysočina, poskytující všeobecné středoškolské vzdělání ve čtyřletém a osmiletém cyklu s bezbariérovým prostředím. Učí se zde až 350 žáků. Je partnerskou školou Masarykovy univerzity a gymnázia v německém Crimmitschau, se kterým probíhají výměnné pobyty studentů.
Škola byla založena v roce 1953, původně jako Jedenáctiletá střední škola a poté Střední všeobecně vzdělávací škola, neboť v letech 1953 až 1968 byla gymnázia zrušena. Až od roku 1997 sídlí ve své vlastní budově, třebaže z původního projektu se realizovala pouze poloviční část plánovaného objektu. Do té doby výuka probíhala nejprve (1953 až 1969) v budově dnešní Základní školy T. G. Masaryka na ulici Tyršova 409 a posléze (1969 až 1997) ve vedlejší budově Základní školy na Nádražní ulici 615.
Samotné gymnázium nemá svou vlastní tělocvičnu, proto hodiny tělesné výchovy probíhají v tělocvičnách ve vedlejší základní škole (se kterou je propojeno dvoupatrovým průchodem), na atletickém stadionu Tomáše Dvořáka za oběma školami nebo v městské sportovní hale. Budova se skládá ze suterénu a tří pater, kde je každé barevně odlišeno podle toho, co se kde vyučuje. Vestibul zdobí socha TGM.

## Známí absolventi
- Ivana Zemanová (bývalá první dáma)
- Zdeněk Kolář (tenista)